# Enney
Enney (/ene/) est une localité et une ancienne commune suisse du canton de Fribourg, située dans le district de la Gruyère.

## Toponymie
Le nom de la commune, qui se prononce /ene/, se compose probablement de la préposition francoprovençale en (dans) suivie d'un élément inconnu.
Sa première occurrence occurrence date de 1224, sous la forme d'Eiz.
La localité se nomme In-nè  en patois fribourgeois.
Son nom allemand est Zum Schnee (étymologie populaire, neige se disant ney en patois gruérien).

## Histoire
La localité d'Enney est située sur la rive gauche de la Sarine, sur la route cantonale Bulle-Montbovon. Découverte en 1915 d'une tombe de l'âge du Bronze. En 1307, le comte Pierre de Gruyère attribue au couvent de La Part-Dieu la dîme d'Enney. Le comte Rodolphe IV affranchit Enney de la mainmorte en 1388.
Dès 1555, l'ancienne commune appartient à Fribourg et fait partie du bailliage de la Gruyère. Enney releva de la paroisse de Gruyères jusqu'en 1947. Dès le XVIIe siècle, avec l'essor de l'économie herbagère, Enney participe au commerce du fromage de gruyère.
A la fin du XIXe siècle, de grands travaux permettent de corriger le lit de la Sarine, offrant une surface supplémentaire à l'agriculture, secteur principal jusqu'à ce que l'ouverture de carrières et de petites entreprises (électronique, alimentation, béton) ne viennent accroître l'offre économique.
En 2004, Enney fusionne avec ses voisines d'Estavannens et Villars-sous-Mont pour former la commune de Bas-Intyamon.

## Population et société

### Surnoms
Les habitants de la localité sont surnommés lè Grand Tsandèlê, soit les grands chandeliers en patois fribourgeois, et lè Lare dè Moua ou Roba-Moua, soit les voleurs de morts.

### Démographie
Enney compte 212 habitants en 1811, 224 en 1850, 414 en 1900, 324 en 1930, 343 en 1950, 293 en 1960, 459 en 2000.

## Patrimoine bâti
La chapelle de la Sainte-Vierge construite en 1619 est aujourd'hui l'église paroissiale.

## Économie
L'usine fribourgeoise de macarons Ladurée, nommée la manufacture suisse de macarons, est située dans la localité d'Enney. C'est le siège social de l'entreprise depuis 2011.

## Transports
La gare ferroviaire d'Enney est située sur la ligne Châtel-Saint-Denis-Montbovon depuis 1903.

## Héraldique

### Ancien drapeau (jusqu'en 1990)
| Blason | Blasonnement : « D'azur à trois monts de sinople surmontés chacun d'un sapin du même. » Commentaires : Attesté dès 1700. |

### Nouveau drapeau (depuis 1990)
| Blason | Blasonnement : Commentaires : Le 18 janvier 1990, l'assemblée communale décide de remplacer le vert (sinople) des sapins par du blanc (d'argent en héraldique) afin de différencier les armoiries de celles de La Joux,. |